# Scatella subguttata
Scatella subguttata är en tvåvingeart som först beskrevs av Johann Wilhelm Meigen 1830.  Scatella subguttata ingår i släktet Scatella och familjen vattenflugor. Arten är reproducerande i Sverige. Inga underarter finns listade i Catalogue of Life.